# Alfonsowo
Alfonsowo is een plaats in het Poolse district  Grójecki, woiwodschap Mazovië. De plaats maakt deel uit van de gemeente Jasieniec en telt 40 inwoners.